# Ête (vật lý)
Bài này nói về một khái niệm vật lý lý thuyết. Xem các nghĩa khác của Ête tại Ête (định hướng)
Ête là một khái niệm thuộc vật lý học đã từng được coi như là một môi trường vật chất không khối lượng lấp đầy toàn bộ không gian. Ý tưởng về môi trường như thế cần thiết để cho sóng điện từ có thể lan truyền đi được. Thí nghiệm Michelson-Morley đã bác bỏ giả thuyết về sự tồn tại của môi trường ête này.

## Lịch sử
Khi lý thuyết sóng ánh sáng của Christiaan Huygens được hình thành, nó giải thích được những hiện tượng như nhiễu xạ của ánh sáng. Tuy nhiên khi tìm hiểu sâu hơn về lý thuyết này, người ta cũng gặp phải những rắc rối không nhỏ, đó chính là môi trường truyền sóng. Để giải quyết vấn đề người ta đưa ra một môi trường giả định là ête. Cũng giống như môi trường không khí có thể truyền âm thanh thì ête cũng truyền ánh sáng giống như vậy. Tuy nhiên, vì ánh sáng (thuộc loại sóng ngang - theo Augustin-Jean Fresnel) khác với âm thanh (sóng dọc) nên ête sẽ là một môi trường đặc biệt, nó phải thấm qua mọi vật chất có trong vũ trụ để có thể truyền sóng ánh sáng, và cố định trong không gian. Đồng thời nó phải thật rắn, hơn cả sắt, bạch kim, và thậm chí rắn hơn cả kim cương. Một môi trường như vậy quả là khó hiểu và khó chấp nhận đối với khoa học.

Trong giả thuyết ête, Trái Đất được coi là chuyển động trong môi trường ête cố định, môi trường lan truyền của sóng ánh sáng.

Tuy nhiên, nó lại trở thành một lý thuyết được công nhận cùng với thuyết sóng ánh sáng trong suốt thế kỷ 19, lật đổ tư tưởng hạt ánh sáng của Isaac Newton mặc dù đây vẫn chưa được kiểm chứng. Và cách kiểm chứng duy nhất được James Clerk Maxwell đề nghị là đo ánh sáng theo hai chiều ngược nhau so với chiều di chuyển của Trái Đất và chứng minh rằng kết quả là khác nhau, suy ra Trái Đất đang chuyển động trong một môi trường cố định là ête. Nhưng không ai có thể làm được điều này.
Đến cuối thế kỷ 19, sau nhiều thế hệ đã đo vận tốc ánh sáng thì đến thí nghiệm Michelson-Morley (Albert Michelson là một người tin rằng ête tồn tại) thì kết quả lại là "âm tính". Michelson làm đi làm lại nhiều lần nhưng kết quả vẫn thế. Và tiếp theo là Albert Einstein với lý thuyết tương đối của mình, một lần nữa khẳng định ête là chuyển động, do đó khái niệm ête là hoàn toàn thừa thãi. Ête đã chính thức bị khai tử sau hơn một thế kỷ tồn tại.

### Thử nghiệm sớm
Thế kỷ thứ 4 trước Công nguyên - Aristotle ấn phẩm  Vật lý , trong đó ête được mô tả ngắn gọn là một nguyên tố nhẹ hơn không khí bao quanh các thiên thể. Ông mô tả Ether liên quan đến yếu tố khác - Ether nhẹ hơn không khí và nằm phía trên nó, trong khi không khí nhẹ hơn nước và nước nhẹ hơn Trái Đất. Theo quan điểm của Aristotle, mỗi yếu tố trở về đúng vị trí của nó khi bị dịch chuyển, điều này giải thích tại sao không khí bay lên, tại sao đất và nước rơi xuống và tại sao thiên đàng vẫn tồn tại.
1704 - Isaac Newton ấn phẩm  Opticks , trong đó ông đề xuất một lý thuyết hạt ánh sáng. Điều này gặp khó khăn khi giải thích nhiễu xạ, vì vậy ông thêm "yếu tố mờ nhạt", cho rằng "Phương tiện Aethereal" chịu trách nhiệm cho hiệu ứng này, và đi xa hơn để đề xuất rằng nó có thể chịu trách nhiệm cho các hiệu ứng vật lý khác như nhiệt.
1727 - Lần đầu tiên James Bradley đo quang sai sao, chứng minh (một lần nữa) rằng ánh sáng có tốc độ hữu hạn cũng như Trái Đất đang chuyển động.
1818 - Augustin Fresnel giới thiệu lý thuyết sóng, trong đó đề xuất ánh sáng là sóng ngang truyền qua ête, qua đó giải thích cách phân cực có thể tồn tại. Điều quan trọng cần lưu ý là cả lý thuyết hạt của Newton và lý thuyết sóng của Fresnel đều cho rằng tồn tại một ête, mặc dù vì những lý do khác nhau. Từ thời điểm này, dường như không ai đặt câu hỏi về sự tồn tại của ête.
1820 - Khám phá "Điểm sáng" của Siméon Poisson, hỗ trợ cho Lý thuyết sóng.
1830 - Fresnel phát triển một công thức để dự đoán và đo lường lực kéo của ête bằng các vật thể lớn, dựa trên hằng số ghép. Tuy nhiên, việc kéo như vậy có vẻ mâu thuẫn với quang sai, tuy nhiên, điều này sẽ đòi hỏi Trái Đất  không  phải kéo ête để có thể nhìn thấy.
George Gabriel Stokes trở thành nhà vô địch của lý thuyết ête kéo.
1851 - Armand Fizeau thực hiện thí nghiệm nổi tiếng của mình với ánh sáng truyền qua nước di chuyển. Ông ta đo viền giao thoa do chuyển động của nước, hoàn toàn phù hợp với công thức kéo một phần của Fresnel. Tuy nhiên, ông thấy không có tác dụng do chuyển động của Trái Đất, mặc dù ông không bình luận về điều này. Tuy nhiên, đây được coi là bằng chứng rất mạnh mẽ cho việc kéo ête.
1868 - Martinus Hoek thực hiện phiên bản cải tiến của Fizeau bằng cách sử dụng thí nghiệm giao thoa kế với một cánh tay trong nước. Ông ta thấy không có hiệu ứng gì, và không thể đưa ra lời giải thích về lý do tại sao thử nghiệm của ông ta rất mâu thuẫn với Fizeau.
1871 - George Biddell Airy chạy lại thí nghiệm của Bradley với một chiếc kính thiên văn chứa đầy nước. Ông cũng thấy không có tác dụng. Dường như ête không bị kéo theo khối lượng.
1873 - James Clerk Maxwell xuất bản  Chuyên luận về điện và từ tính .
1879 - Maxwell cho thấy vận tốc tuyệt đối của Trái Đất trong ête có thể được phát hiện về mặt quang học.
1881 - Albert Abraham Michelson xuất bản các thí nghiệm giao thoa kế đầu tiên của mình, sử dụng thiết bị để đo khoảng cách cực kỳ nhỏ. Để Michelson mất tinh thần, thí nghiệm của ông ta không tìm thấy "lực kéo ête" làm chậm ánh sáng, như đã được đề xuất bởi Fresnel.
Hendrik Antoon Lorentz nhận thấy phép tính của Michelson có lỗi (nghĩa là tăng gấp đôi lỗi dịch chuyển rìa dự kiến).
1882 - Michelson thừa nhận lỗi giải thích của mình.

### Khủng hoảng
1887 - Thí nghiệm Michelson-Morley (MMX) tạo ra kết quả âm tính nổi tiếng. Một sự trôi dạt nhỏ được nhìn thấy, nhưng nó quá nhỏ để hỗ trợ bất kỳ lý thuyết ête "tĩnh" nào và quá nhỏ đến mức có thể là do lỗi thử nghiệm.
Nhiều nhà vật lý ủng hộ công việc của Stokes và ête kéo trở thành "giải pháp chuẩn"
1887 đến 1888 - Heinrich Hertz xác minh sự tồn tại của sóng điện từ.
1889 - George FitzGerald đề xuất Giả thuyết Co thắt, cho thấy các phép đo là không do thay đổi độ dài theo hướng di chuyển qua ête.
1892 - Oliver Lodge chứng minh rằng lực kéo ête là vô hình xung quanh các thiên thể đang di chuyển nhanh.
1895 - Lorentz đề xuất một cách độc lập Giả thuyết Co dãn chiều dài.
1902 đến 1904 - Morley và Morley thực hiện một số thí nghiệm MM với cánh tay giao thoa kế dài 30 mét, tạo ra kết quả âm tính.
1902 đến 1904 - Lord Rayleigh và DeWitt Bristol Brace không tìm thấy dấu hiệu khúc xạ kép (do FitzGerald kèm Lorentz Contraction) của các vật thể chuyển động trong ête.
1905 - Dữ liệu thí nghiệm của Miller và Morley được công bố. Thử nghiệm giả thuyết Co thắt có kết quả âm tính. Kiểm tra hiệu ứng kéo ête tạo ra kết quả âm tính.

### Thay đổi nhận định
1904 - Hendrik Lorentz xuất bản một lý thuyết mới về các vật thể chuyển động, mà không loại bỏ khái niệm ête (điện từ) đứng yên.
1905 - Henri Poincaré cho thấy lý thuyết của Lorentz đáp ứng nguyên lý tương đối và xuất bản các phép biến đổi Lorentz. Mô hình của ông ấy vẫn dựa trên ête của Lorentz, nhưng ông ấy cho rằng ête này hoàn toàn không thể phát hiện được.
1905 - Albert Einstein xuất bản một lý thuyết tương đương quan sát, nhưng hoàn thành từ nguyên tắc (bỏ ête sang một bên). Einstein cũng nhấn mạnh rằng khái niệm này ngụ ý tính tương đối của không gian và thời gian. Sau đó, ông đã gọi nó thuyết tương đối đặc biệt.
1908 - Thử nghiệm Trouton Rankine cho thấy co rút chiều dài của một đối tượng theo một khung hình không tạo ra sự thay đổi có thể đo lường được trong khung nghỉ của đối tượng
1913 - Georges Sagnac sử dụng thiết bị MMX xoay và nhận được kết quả dương tính rõ ràng. Cái gọi là hiệu ứng Sagnac được coi là bằng chứng tuyệt vời cho ête vào thời điểm đó, nhưng sau đó đã được giải thích thông qua thuyết tương đối rộng.
1914 - Walther Zurhellen sử dụng các quan sát của các ngôi sao nhị phân để xác định xem tốc độ ánh sáng có phụ thuộc vào chuyển động của nguồn không. Các phép đo của anh ta cho thấy rằng nó không đến 10  6 </ sup>. Đây được coi là bằng chứng bổ sung chống lại việc kéo ête.
1915 - Einstein xuất bản lý thuyết tương đối tổng quát.
1919 - Cuộc thám hiểm nhật thực ở Châu Phi của Arthur Eddington được tiến hành và xuất hiện để xác nhận lý thuyết tương đối tổng quát.
1920 - Einstein nói rằng thuyết tương đối đặc biệt không yêu cầu từ chối ête, và trường hấp dẫn của thuyết tương đối rộng có thể được gọi là ête, mà không có trạng thái chuyển động nào có thể được quy cho.
1921 - Dayton Miller tiến hành thí nghiệm trôi dạt ête tại núi Wilson. Miller thực hiện các thử nghiệm với giao thoa kế cách điện và không từ tính và thu được kết quả dương tính.
1921 đến 1924 - Miller tiến hành các thử nghiệm rộng rãi trong các điều kiện được kiểm soát tại Đại học Case.
1924 - Miller lặp lại thí nghiệm của mình tại núi Wilson và mang lại kết quả khả quan.
Rudolf Tomaschek sử dụng các ngôi sao làm nguồn sáng cho giao thoa kế của mình, nhận được kết quả âm tính.
1925 - Thí nghiệm Michelson Bale Gale Pearson tạo ra kết quả dương tính trong khi cố gắng phát hiện ảnh hưởng của chuyển động quay của Trái Đất lên vận tốc ánh sáng. Tầm quan trọng của thí nghiệm vẫn còn được tranh luận cho đến ngày nay, nhưng hiệu ứng Sagnac hành tinh này được đo bằng con quay laser vòng và được hệ thống GPS tính đến.
Tháng 4 năm 1925- Cuộc họp của Viện Hàn lâm Khoa học Quốc gia.
Arthur Compton giải thích các vấn đề với giải pháp kéo ête Stokes.
Miller trình bày kết quả tích cực của mình về lực cản ête.
Tháng 12 năm 1925 - Trong cuộc họp Hiệp hội vì sự tiến bộ của khoa học Mỹ.
Miller đề xuất hai lý thuyết để giải thích cho kết quả tích cực. Một là bao gồm một lý thuyết ête được sửa đổi, hai là một sự khác biệt nhỏ so với Giả thuyết Co thắt.
1926 - Roy J. Kennedy thí nghiệm tạo ra kết quả âm tính trên Núi Wilson
Auguste Piccard và Ernest Stahel tạo ra kết quả âm tính trên núi Rigi.
1927 - Hội nghị núi Wilson.
Miller nói về sự ràng buộc một phần
Michelson nói về hiệu ứng chênh lệch lực kéo và độ cao
K K. Illingworth tạo ra kết quả âm tính bằng cách sử dụng phiên bản MMX thông minh với một bước trong một gương giúp cải thiện đáng kể độ phân giải. Độ phân giải tốt đến mức hầu hết các hệ thống ràng buộc một phần có thể được loại bỏ.
1929 - Michelson và F G. Pease thực hiện thí nghiệm Pearson và tạo ra kết quả âm tính.
1930 - Georg Joos tạo ra kết quả âm tính bằng giao thoa kế cực kỳ chính xác được đặt hoàn toàn trong chân không.
1932 - Thí nghiệm Kennedy Thorndike sử dụng giao thoa kế với các cánh tay có độ dài khác nhau và không ở góc phải. Họ đo qua nhiều mùa và ghi lại trên các bức ảnh để cho phép nghiên cứu sau đo tốt hơn. Thí nghiệm Kennedy Thorndike trở thành một trong những thử nghiệm cơ bản cho SR, chứng minh tính độc lập của tốc độ ánh sáng với tốc độ của nguồn phát. Hai thử nghiệm cơ bản khác là thí nghiệm Michelson, Morley (chứng minh đẳng hướng tốc độ ánh sáng) và thí nghiệm Ives Stilwell (chứng minh sự giãn nở thời gian)
1934 - Georg Joos trong ấn bản Thí nghiệm MichelsonTHER GaleTHER Pearson, nói rằng không thể tin rằng ête sẽ bị cuốn theo chuyển động tịnh tiến chứ không phải do chuyển động quay.
1935 - Thí nghiệm Hammar không chấp nhận ête kéo toàn phần.
1951 - Paul Dirac viết rằng lý thuyết trường lượng tử hiện đang được chấp nhận đòi hỏi phải có ête, mặc dù ông chưa bao giờ xây dựng lý thuyết này hoàn chỉnh.

### Tranh luận chậm lại
1955 - R. S. Shankland, S. W. McCuskey, F C. Leone và G. Kuerti đã thực hiện phân tích kết quả của Miller và giải thích chúng là xuất phát từ các lỗi hệ thống (giải thích của Shankland hiện được chấp nhận rộng rãi).
1958 - Cedarholm, Havens và Townes sử dụng hai tần số maser bị khóa với nhau và gửi ánh sáng theo hai hướng. Họ nhận được kết quả âm tính. Thử nghiệm này không chính xác như các thử nghiệm MMX dựa trên ánh sáng trước đó, nhưng cho thấy một thiết lập mới sẽ trở nên chính xác hơn nhiều trong tương lai.
1964 - Jaseja, Javan, Murray và Townes lặp lại thí nghiệm trước đó với các thiết bị mới hơn và chính xác hơn nhiều.
1969 - Shamir và Fox lặp lại thí nghiệm MMX với "cánh tay" trong ống dẫn sóng thủy tinh acrylic và nguồn laser rất ổn định làm nguồn. Thí nghiệm sẽ phát hiện một sự thay đổi nhỏ tới ~ 0,00003 của rìa và không có gì được đo.
1972 - R. S. Shankland thừa nhận rằng anh ta có thể đã không nỗ lực để đặt câu hỏi về công việc của Dayton Miller không phải là vì "sự quan tâm và khuyến khích" của Albert Einstein.
1977 - Brecher lặp lại thí nghiệm của Zurhellen với các xung nhị phân, cho thấy không có sự khác biệt về tốc độ ánh sáng đến 2 * 10  9 </ sup>
1979 Brillet và Hall sử dụng thiết lập Townes với các tia laser có độ chính xác cao, chứng tỏ không có sự trôi dạt đến 3 phần trong 10  15 </ sup>. Thí nghiệm cũng cho thấy tín hiệu 17 Hz còn sót lại, nhưng các tác giả cho rằng nó được liên kết với phòng thí nghiệm.
1984 - Torr và Kolen tìm thấy sự dịch chuyển pha theo chu kỳ giữa hai đồng hồ nguyên tử, nhưng khoảng cách giữa chúng tương đối ngắn (0,5 km) và chúng là đồng hồ thuộc loại rubidium kém chính xác
1988 - Gagnon et al. đo tốc độ ánh sáng một chiều và phát hiện không dị hướng
1990 - Hils và Hall lặp lại thí nghiệm Kennedy Kennedy Thorndike với laser, thực hiện các phép đo trong khoảng thời gian một năm. Họ không tìm thấy sự thay đổi trong 2 10  13 </ sup>
Krisher và cộng sự, Vật lý. Rev., 42, số 2, trang 731 đến 734, (1990) sử dụng hai mặt nạ hydro cố định với Trái Đất và cách nhau bởi một liên kết sợi quang dài 21 km để tìm kiếm sự thay đổi trong pha giữa chúng. Họ đặt giới hạn trên cho bất đẳng hướng tuyến tính một chiều là 100 m / s.